# Список кардиналов, возведённых папой римским Иннокентием XI

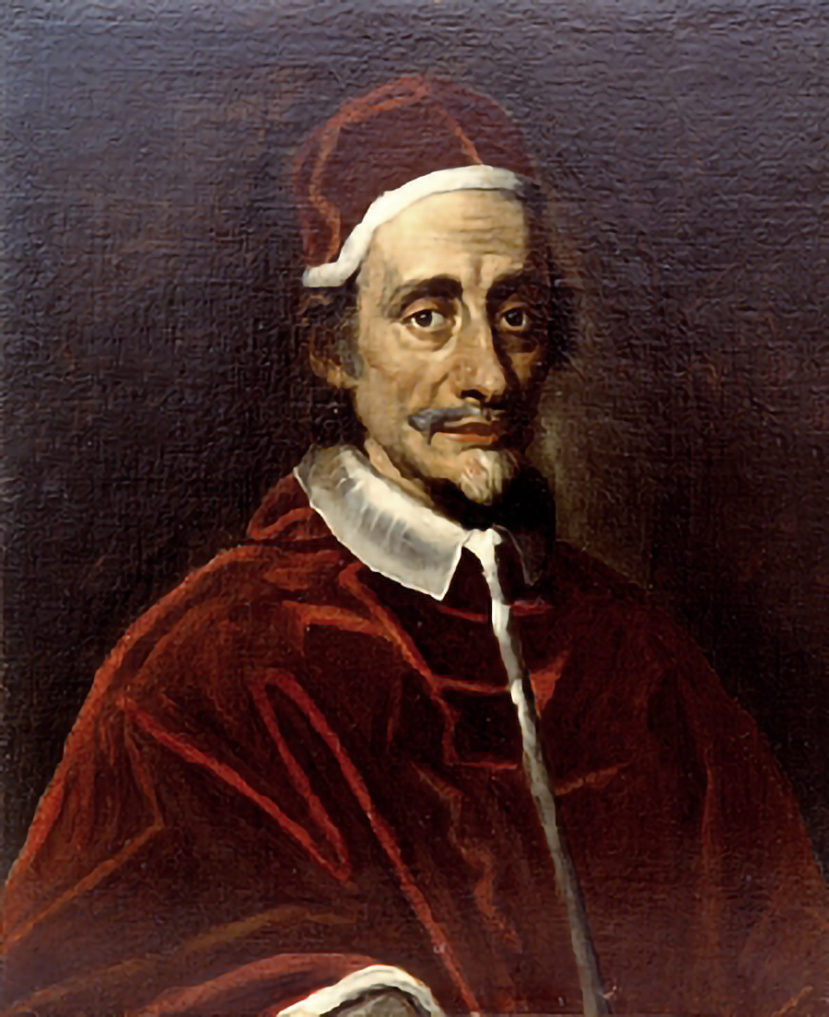
Папа Иннокентий XI

Кардиналы, возведённые Папой римским Иннокентием XI — 43 прелата и клирика были возведены в сан кардинала на двух Консисториях за почти тринадцатилетний понтификат Иннокентия XI.
Самой большой консисторией, была Консистория от 2 сентября 1686 года, на которой было назначено двадцать семь кардиналов.

## Консистория от 1 сентября 1681 года
- Джамбаттиста Спинола старший, бывший архиепископ Генуи, губернатор Рима (Папская область);
- Антонио Пиньятелли, архиепископ-епископ Лечче, префект Папского Дома (Папская область);
- Стефано Бранкаччо, епископ Витербо (Папская область);
- Стефано Агостини, титулярный архиепископ Гераклеи Европейской, датарий Его Святейшества (Папская область);
- Франческо Буонвизи, титулярный архиепископ Фессалоник, апостольский нунций в Австрии (Папская область);
- Савио Миллини, титулярный архиепископ Кесарии, апостольский нунций в Испании (Папская область);
- Федерико Висконти, избранный архиепископ Милана (Миланское герцогство);
- Марко Галли, епископ Римини (Папская область);
- Фламинио Тайа, аудитор Трибунала Священной Римской Роты (Папская область);
- Раймондо Капицукки, O.P., магистр Священного дворца (Папская область);
- Джованни Баттиста Де Лука, референдарий Трибуналов Апостольской Сигнатуры Справедливости и Милости, аудитор Его Святейшества (Папская область);
- Лоренцо Бранкати, O.F.M. Conv. (Папская область);
- Урбано Саккетти, аудитор Апостольской Палаты (Папская область);
- Джанфранческо Джинетти, генеральный казначей Апостольской Палаты (Папская область);
- Бенедетто Памфили, O.S.Io.Hieros., великий приор в Риме Ордена Святого Иоанна Иерусалимского (Папская область);
- Микеланджело Риччи, секретарь Священной Конгрегации индульгенций и священных реликвий (Папская область).

## Консистория от 2 сентября 1686 года
- Джакомо де Анджелис, бывший архиепископ Урбино, наместник Рима (Папская область);
- Опицио Паллавичини, титулярный архиепископ Эфеса, апостольский нунций в Польше (Папская область);
- Анджело Мария Рануцци, епископ Фано (Папская область);
- Максимилиан Гандольф фон Кюнбург, архиепископ Зальцбурга (Зальцбургское архиепископство);
- Вериссиму де Ленкастри, бывший архиепископ Браги (Португалия);
- Марчелло Дураццо, титулярный архиепископ Халкидона, апостольский нунций в Испании (Папская область);
- Орацио Маттеи, титулярный архиепископ Дамаска, префект Апостольского дворца (Папская область);
- Маркантонио Барбариго, архиепископ Корфу (Папская область);
- Карло Стефано Анастасио Чичери, епископ Комо (Папская область);
- Леопольд Карл фон Коллонич, епископ Винер-Нойштадт (эрцгерцогство Австрия);
- Этьен Ле Камю, епископ Гренобля (Франция);
- Иоганн фон Гоэс, епископ Гурка (эрцгерцогство Австрия);
- Августин Михал Стефан Радзиевский, епископ Эрмланда (Речь Посполитая);
- Пьер Маттео Петруччи, Orat., епископ Йези (Папская область);
- Педро де Саласар Гутьеррес де Толедо, O. de M., епископ Саламанки (Испания);
- Вильгельм Эгон фон Фюрстенберг, епископ Страсбурга (Франция);
- Ян Казимир Денгоф, генеральный наставник коммендатарии апостольского архигоспиталя Святого Духа в Сассьи (Папская область);
- Хосе Саэнс де Агирре, O.S.B. (Папская область);
- Леандро Коллоредо, Orat., советник Священной Конгрегации Индекса (Папская область);
- Фортунато Иларио Карафа делла Спина, генеральный викарий архиепархии Мессины (Папская область);
- Доменико Мария Корси, аудитор Апостольской Палаты (Папская область);
- Джованни Франческо Негрони, казначей Его Святейшества (Папская область);
- Фульвио Асталли, клирик Апостольской Палаты (Папская область);
- Гаспаро Кавальери, клирик Апостольской Палаты (Папская область);
- Иоханнес Вальтер Слюз, секретарь апостольских бреве (Папская область);
- Франческо Мария Медичи, сын великого герцога Тосканского (Великое герцогство Тосканское);
- Ринальдо д’Эсте, брат герцога Моденского (Моденское герцогство).